# ایلین از آستلات

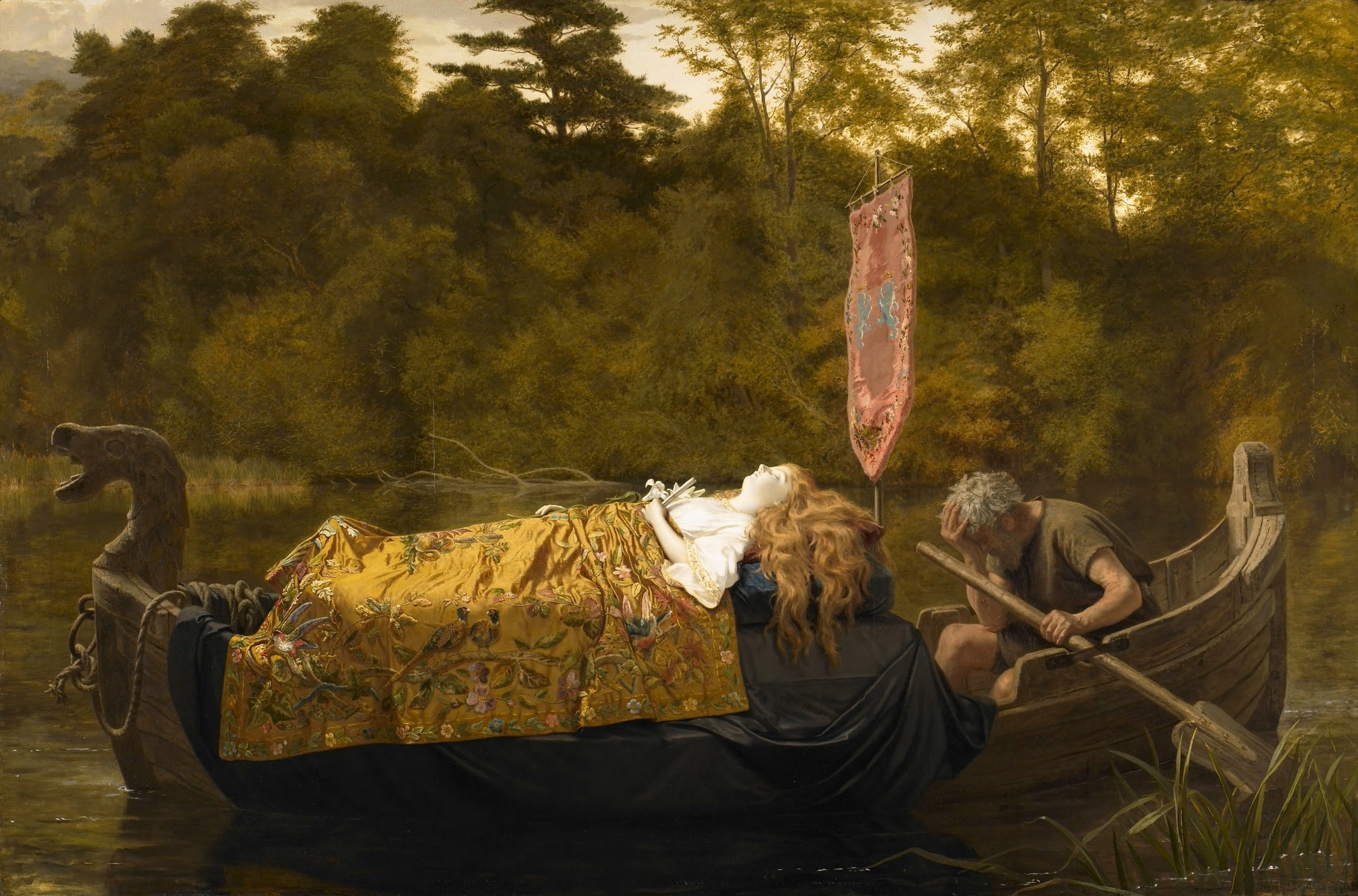
اِلن اثر سوفی اندرسون.

ایلِین از آستلات (به انگلیسی: Elaine of Astolat)، یکی از شخصیت‌هایی است که در مجموعه افسانه‌های شاه آرتور ظاهر می‌شود. او اِلنِ سپید نیز خوانده می‌شود و دختر برناردِ آستلات است. افسانهٔ او زمینهٔ الهام بسیاری از تابلوهای نقاشی و اشعار چون بانوی شالوت از آلفرد تنی‌سون بوده‌است.

## داستان
شخصیت اِلن برای اولین بار در قرن سیزدهم در مجموعهٔ مرگ شاه‌آرتور و با نام دوشیزهٔ اِسکَلات  ظاهر می‌شود. او در این داستان به خاطر عشق یک‌طرفه‌اش به لانسلوت  می‌میرد رودخانه جنازهٔ او را که در قایقی قرار دارد به شهر کاملوت  می‌برد. این شخصیت همچنین در یک نسخهٔ ایتالیایی با نام بانوی اِسکالوتا  (قرن سیزدهم) ظاهر می‌شود که به احتمال زیاد بانوی شالوت از آن الهام گرفته شده‌است.
در نسخهٔ قرن پانزدهم ِ مرگ شاه آرتور اِلنِ آستلات دختر برناردِ آستلات که یکی از وفاداران شاه آرتور است می‌باشد. پدر او مسابقه‌ای با حضور پادشاه و تمامی شوالیه‌های دربار ترتیب می‌دهد. لانسلوت با وجود این که در ابتدا در لیست شرکت‌کنندگان نبود، قبل از مسابقه با برنارد و پسرانش دیدار می‌کند و تصمیم به شرکت کردن می‌گیرد. 
اِلن پس از دیدارش با شوالیه لانسلوت (که اصالتش به خاندان آستلات بازمی‌گشت) عاشق او شده و از او درخواست می‌کند که به هنگام مسابقه نشان او را بر پرچمش بیاویزد. لانسلوت که عاشق همسر شاه آرتور بود توضیح می‌دهد که همسر پادشاه در مسابقه حاضر خواهد بود و به شرطی می‌پذیرد که کس دیگری او را نشناسد و لباس و سلاحی نو درخواست می‌کند و سلاح خود را به اِلن می‌سپارد. او در حین مسابقه زخمی شده و توسط اِلن مداوا می‌گردد. پس از بهبودی تصمیم می‌گیرد که مبلغی را برای جبران زحمات اِلن به او بپردازد، اما اِلن که این حرکت را توهین به خود تلقی می‌کند نمی‌پذیرد و سلاح او را به او باز می‌گرداند. لانسلوت درحالی که این بار از احساسات اِلن نسبت به خود آگاه است با بی‌اعتنایی او را ترک می‌کند. اِلن پس از ده روز از اندوه می‌میرد و به درخواستش جنازه‌اش را با نامه‌ای در دست در قایقی می‌گذارند و در رودخانه رها می‌کنند. آب قایق را به کاملوت می‌برد و درباریان شاه آرتور آن را می‌یابند و نامه‌اش را (که خطاب به لانسلوت بود) می‌خوانند. پادشاه از لانسلوت توضیح می‌خواهد و او ماجرا را توضیح می‌دهد و هزینهٔ مراسم تدفین اِلن را به وصیت او می‌پردازد.

## نگارخانه

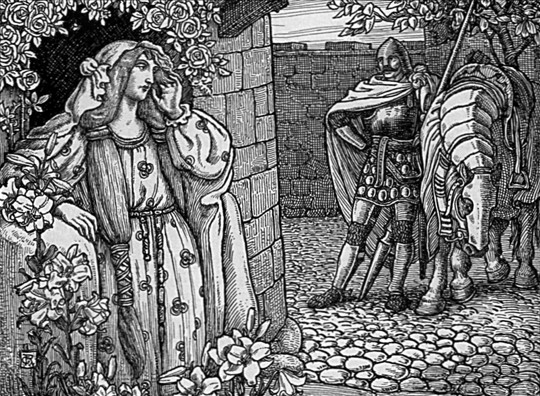
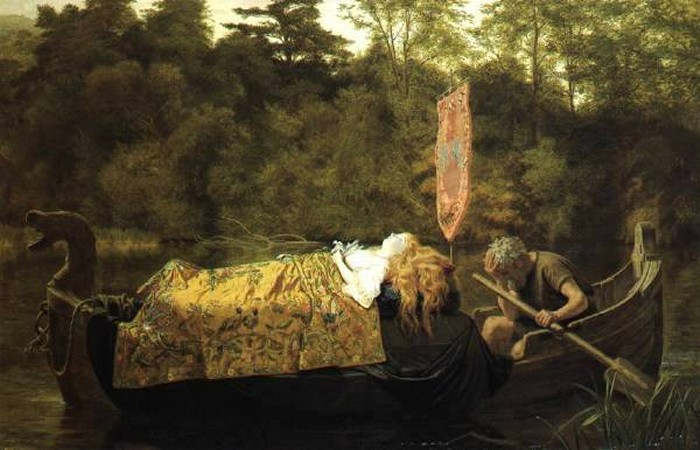
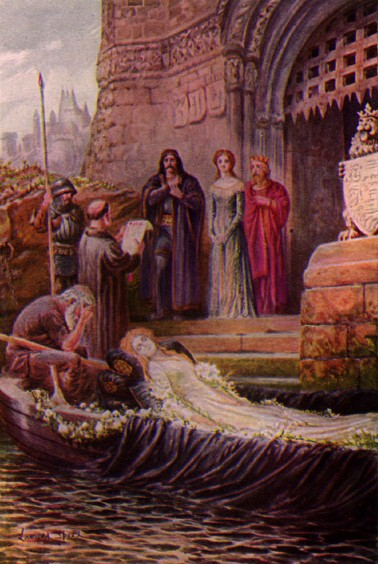
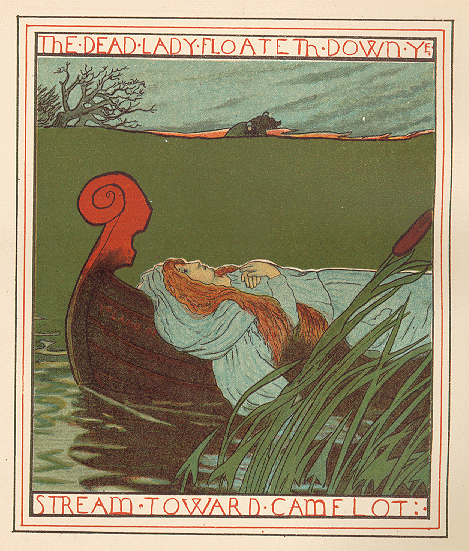